# Condition de Morse-Palais
En théorie de Morse, la condition de Morse-Palais, aussi appelée condition de Morse-Smale, ou condition de Morse-Palais-Smale, est une condition générique portant sur le choix des données : la métrique riemannienne g sur une variété différentielle compacte M et la fonction de Morse f sur M. Cette condition s'énonce simplement de la manière suivante :
Condition de Morse-Palais - Les variétés stables et instables du champ de (moins) le gradient de f en les points critiques de f s'intersectent transversalement.

## Généricité
- Pour une fonction de Morse f fixée, l'ensemble des métriques g telles que (f,g) vérifie la condition de Morse-Palais est dense.
- Pour une métrique riemannienne g fixée, l'ensemble des fonctions de Morse f telles que (f,g) vérifie la condition de Morse-Palais est dense.